# Argyrosticta ditissima
Argyrosticta ditissima là một loài bướm đêm trong họ Noctuidae.